# Magatzem Fecsa (Vilanova i la Geltrú)
El Magatzem Fecsa és un edifici modernista del municipi de Vilanova i la Geltrú (Garraf) protegit com a bé cultural d'interès local.

## Descripció
És un edifici de planta rectangular, amb dos nivells d'accés i coberta de teula a dues vessants. La façana principal del magatzem, situada sota la rasant del carrer, està orientada cap a la via fèrria, en lloc d'obrir-se al carrer, on dona un dels murs laterals, tractat amb gran senzillesa. Davant el magatzem hi ha un petit pati amb una rampa d'accés. La riquesa decorativa de la construcció es concentra a la façana principal, de composició simètrica i on s'utilitzen els recursos ornamentals més característics del modernisme: maó vist, ceràmica i vidre.

## Història
Aquest edifici és un dels escassos exemples d'arquitectura industrial modernista a Vilanova i la Geltrú. L'única documentació localitzada informa d'una sol·licitud d'obres per a la modificació de l'edifici existent, realitzada el 1923 per la companyia propietària, Fuerza del Ebro, S.A., amb projecte de l'enginyer Daniel Boixeda.